# 光雾臭蛙
光雾臭蛙（学名：Odorrana kuangwuensis）为蛙科臭蛙属的两栖动物，是中国的特有物种。分布于四川、湖北、重庆及陕西等地。该物种的模式产地在四川光雾山。